# Linguistique basque
La linguistique basque (Euskal hizkuntzalaritza ou euskalaritza en basque) est la branche de la linguistique et de la philologie qui étudie depuis le début du XIXe siècle l'euskara ou la langue basque. Il semble que la linguistique basque ait commencé avec Wilhelm von Humboldt ; jusqu'alors les théories sur les origines de la langue basque étaient basées sur les mythes,.
Koldo Mitxelena est un pionnier et un des plus grands chercheurs de la linguistique basque, Dans ce domaine, on les appelle linguiste basque, philologue basque ou euskalaria.
Selon Bernard Oyharçabal , « le temps est désormais révolu, et la figure emblématique de L. Michelena, fervent promoteur de l'université du Pays basque dans les provinces ibériques, a symbolisé la naissance d'une linguistique basque se développant sur place dans un véritable cadre scientifique. Les études basques bénéficient donc aujourd'hui d'une infrastructure universitaire solide, dans les provinces de la communauté autonome en particulier. La recherche linguistique est désormais assurée en bonne partie par des universitaires et chercheurs travaillant sur place, sur ce versant de la frontière, mais également sur l'autre. »
De nombreuses autres institutions sont de nos jours impliquées telles que l'université Bordeaux-Montaigne  (UBM) et l'université de Pau et des pays de l'Adour (UPPA), programme de doctorat en linguistique et philologie basque de l'université du Pays basque (UPV/EHU) mais aussi à l'université publique de Navarre (UPNA) à Pampelune, Iker, l'université de Genève, Center for Basque Studies à l'université du Nevada à Reno et l'université de Saragosse.